# Prosopocoilus lumawigi
Prosopocoilus lumawigi is een keversoort uit de familie vliegende herten (Lucanidae). De wetenschappelijke naam van de soort is voor het eerst geldig gepubliceerd in 1977 door De Lisle.